# Gremilly
Gremilly – miejscowość i gmina we Francji, w regionie Grand Est, w departamencie Moza.
Według danych na rok 1990 gminę zamieszkiwało 27 osób, a gęstość zaludnienia wynosiła 2 osób/km² (wśród 2335 gmin Lotaryngii Gremilly plasuje się na 1018. miejscu pod względem liczby ludności, natomiast pod względem powierzchni na miejscu 401.).